# رومان سيكار
رومان سيكار (بالفرنسية: Romain Sicard)‏ ولد بتاريخ 1 يناير 1988 في بايون، هو دراج فرنسي في صنف سباق الدراجات على الطريق.

## سجل النتائج

### المراكز
- حقق المركز الـ 6 في طواف كاستيلون 2015

## روابط خارجية
- رومان سيكار على موقع الاتحاد الدولي للدراجات (الإنجليزية)
- رومان سيكار على موقع أرشيف الدراجات (الإنجليزية)
- رومان سيكار على موقع إحصائيات الدراجات الإحترافية (الإنجليزية)
- رومان سيكار على موقع نسبة الدراجات (الإنجليزية)